# 我孫子 (我孫子市)

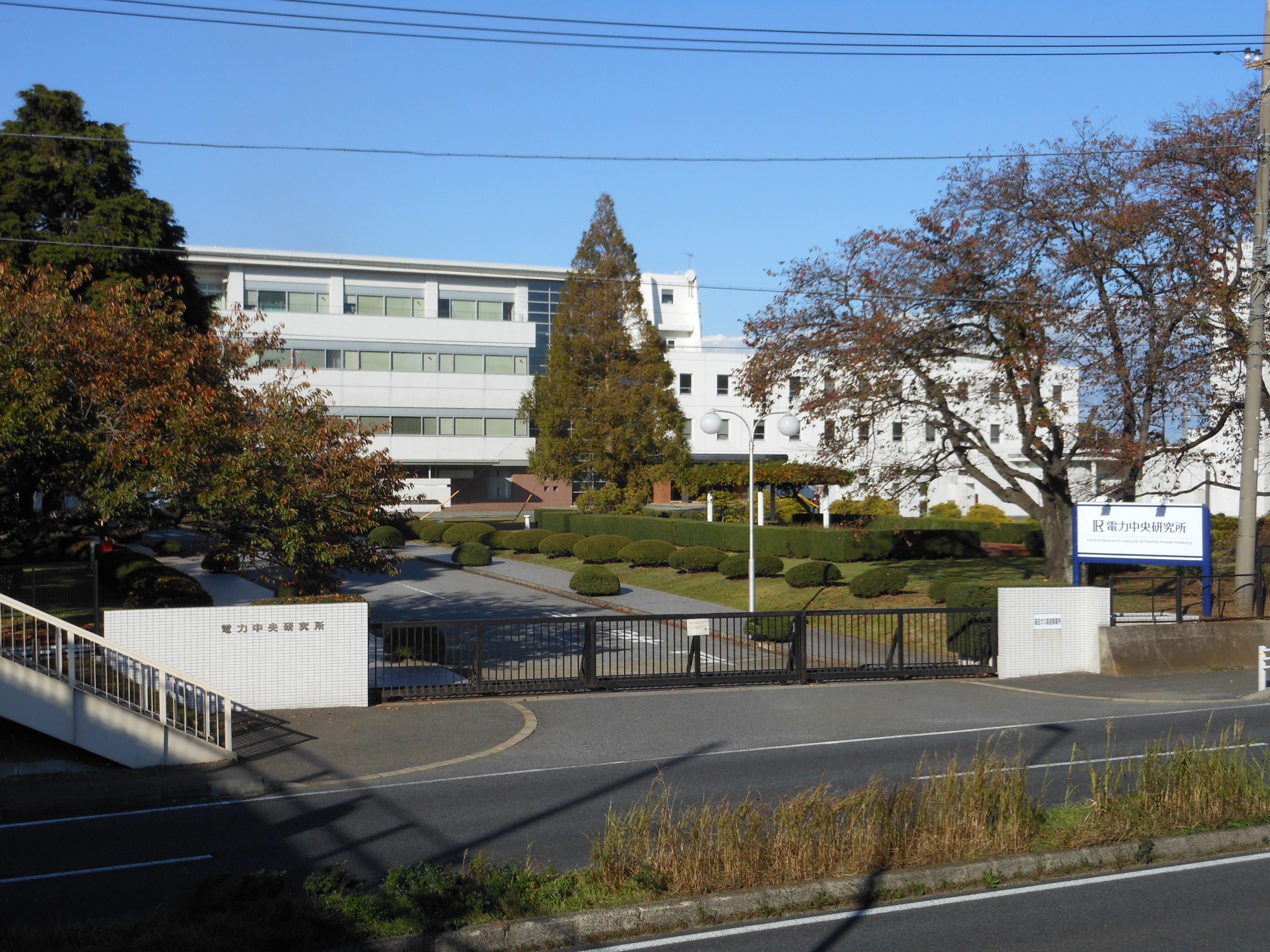
電力中央研究所我孫子地区

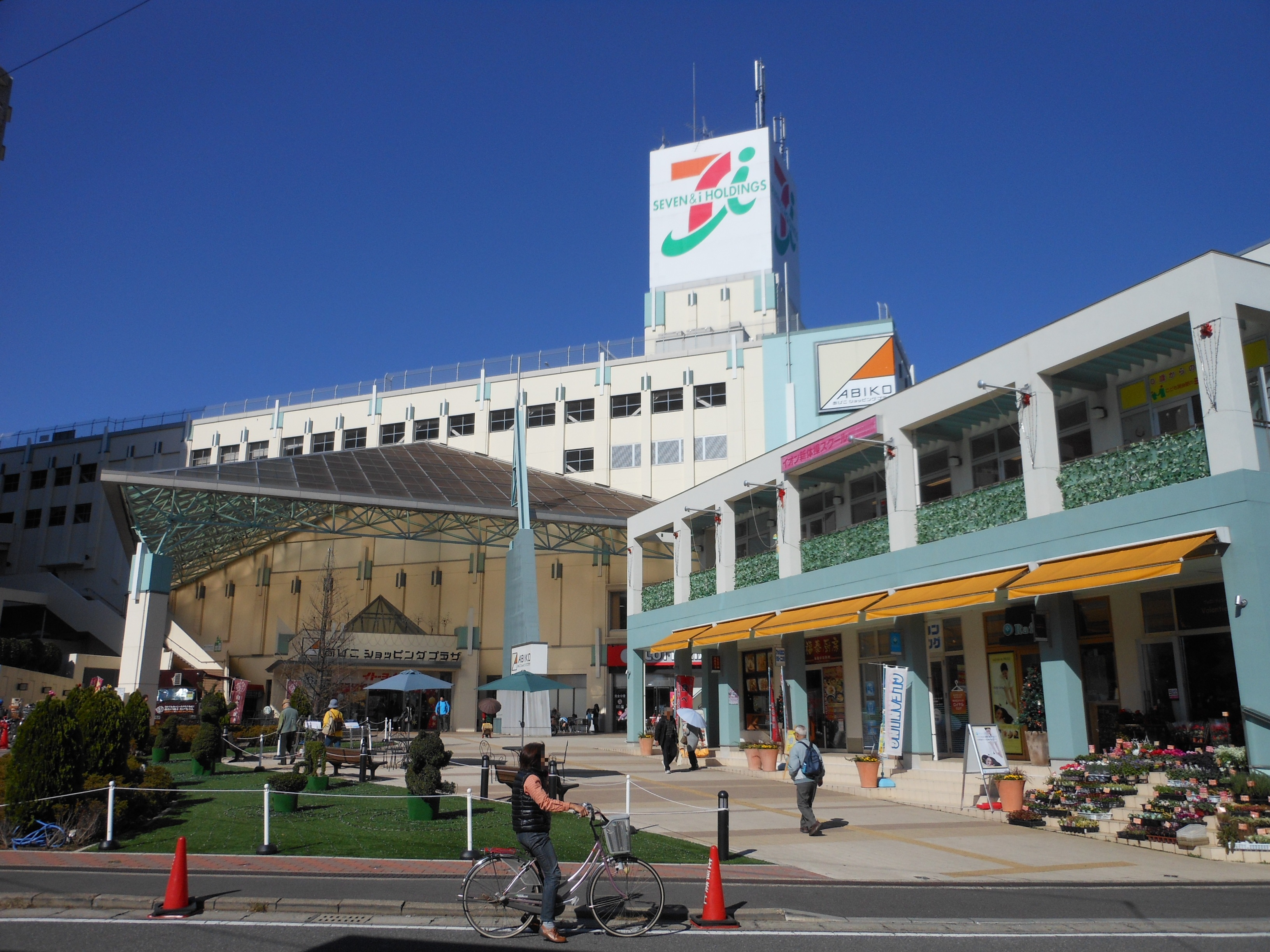
あびこショッピングプラザ

我孫子（あびこ）は、千葉県我孫子市の地名。現行行政地名は我孫子一丁目から我孫子四丁目及び我孫子（丁目なし）。郵便番号は270-1166。

## 地理
我孫子駅北側を中心とする我孫子一丁目から四丁目の北は根戸、つくし野、東は並木、南は本町、西は台田に隣接している。丁目の設定のない我孫子は一丁目から四丁目から離れており2つに分かれている。電力中央研究所我孫子地区を中心とする区域は、柴崎、柴崎台、道路上の一点で天王台、泉、栄、並木、久寺家と隣接する。我孫子市役所を中心とする区域は寿、高野山、高野山新田、我孫子新田と隣接する。

### 地価
住宅地の地価は、2017年（平成29年）の公示地価によれば、我孫子3-31-3 の地点で8万5800円/m2となっている。

## 世帯数と人口
2017年（平成29年）4月1日現在の世帯数と人口は以下の通りである。
| 大字・丁目   | 世帯数    | 人口     |
| ------------ | --------- | -------- |
| 我孫子       | 292世帯   | 673人    |
| 我孫子一丁目 | 960世帯   | 1,932人  |
| 我孫子二丁目 | 2,539世帯 | 7,174人  |
| 我孫子三丁目 | 909世帯   | 2,174人  |
| 我孫子四丁目 | 1,008世帯 | 2,151人  |
| 計           | 5,708世帯 | 14,104人 |

## 小・中学校の学区
市立小・中学校に通う場合、学区は以下の通りとなる。
| 大字・丁目   | 番地                                                                                       | 小学校                     | 中学校                 |
| ------------ | ------------------------------------------------------------------------------------------ | -------------------------- | ---------------------- |
| 我孫子       | 1671番地の3 1682番地の1〜1697番地 1698番地の5 1700番地の1 1701番地の6〜1705番地の1         | 我孫子市立我孫子第三小学校 | 我孫子市立我孫子中学校 |
| 我孫子       | 1698番地〜1698番地の4 1698番地の6〜1699番地 1701番地の2〜1701番地の5 1705番地の2〜9999番地 | 我孫子市立高野山小学校     | 我孫子市立我孫子中学校 |
| 我孫子       | 989番地〜1103番地 1104番地の2、1105番地 1107番地の2、1108番地の2 1154番地の5、1593番地     | 我孫子市立並木小学校       | 我孫子市立久寺家中学校 |
| 我孫子       | その他                                                                                     | 我孫子市立並木小学校       | 我孫子市立我孫子中学校 |
| 我孫子一丁目 | 22番～9999番                                                                               | 我孫子市立並木小学校       | 我孫子市白山中学校     |
| 我孫子一丁目 | その他                                                                                     | 我孫子市立我孫子第四小学校 | 我孫子市白山中学校     |
| 我孫子二丁目 | 8番1号～8番7号                                                                             | 我孫子市立我孫子第四小学校 | 我孫子市白山中学校     |
| 我孫子二丁目 | その他                                                                                     | 我孫子市立根戸小学校       | 我孫子市立久寺家中学校 |
| 我孫子三丁目 | 5番～11番 36番1号                                                                          | 我孫子市立根戸小学校       | 我孫子市立久寺家中学校 |
| 我孫子三丁目 | その他                                                                                     | 我孫子市立我孫子第四小学校 | 我孫子市白山中学校     |
| 我孫子四丁目 | 全域                                                                                       | 我孫子市立我孫子第四小学校 | 我孫子市白山中学校     |

## 交通

### 鉄道
- JR東日本常磐線 - 我孫子駅

### 道路
- 国道6号
- 国道356号
- 千葉県道8号船橋我孫子線

## 施設
- 我孫子市役所
- 我孫子市水道局・教育委員会
- 我孫子市消防本部・我孫子西消防署
- あびこショッピングプラザ
- 電力中央研究所我孫子地区
- 我孫子駅前郵便局